# Spikback Stenagrundet
Spikback Stenagrundet är en ö i Finland.   Den ligger i den ekonomiska regionen  Jakobstadsregionen  och landskapet Österbotten, i den centrala delen av landet, 400 km norr om huvudstaden Helsingfors.